# DB-Baureihe Klv 54
Der Schwerkleinwagen Klv 54 der Deutschen Bundesbahn ist ein Nebenfahrzeug für Gleisbau- und Unterhaltungsarbeiten.

## Entwicklung und Bau

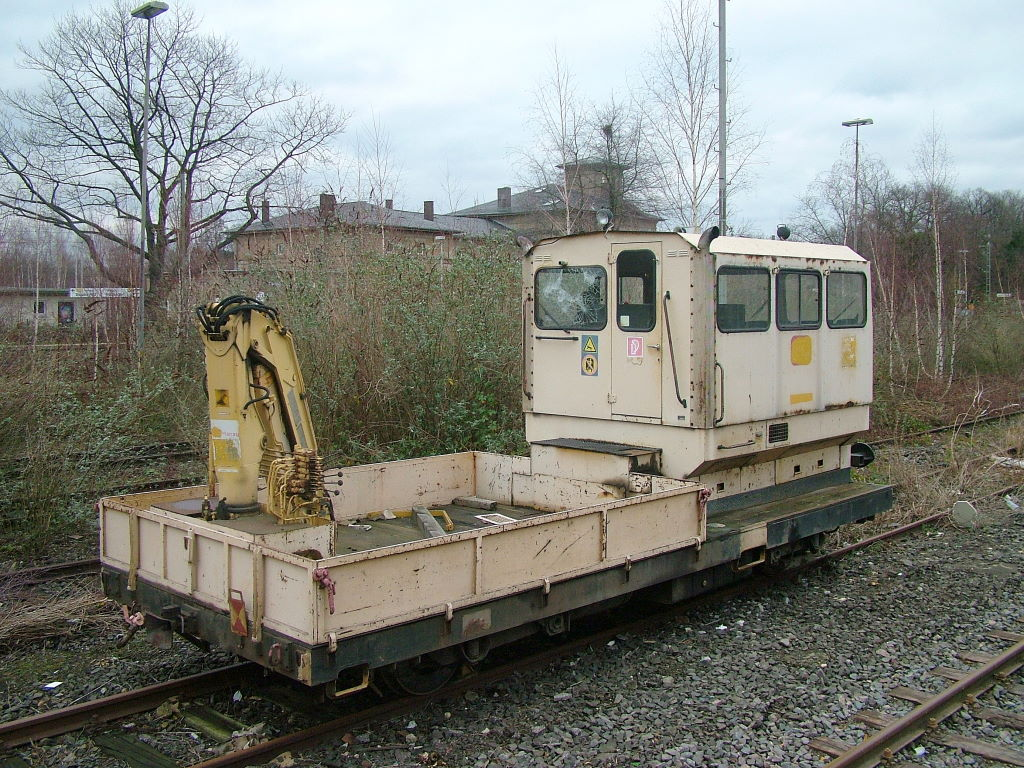
Heckansicht eines abgestellten Klv 54

Auf den Hauptstrecken des deutschen Eisenbahnnetzes nahm in den 1960er Jahren – insbesondere durch die Elektrifizierung – die Zugfolge deutlich zu, gleichzeitig stiegen die Fahrtgeschwindigkeiten weiter. Zudem begann die Deutsche Bundesbahn mit der Planung von Schnellfahrstrecken. Für die Unterhaltung dieser Strecken war es erforderlich, Rottenkraftwagen einzusetzen, die auch bei längeren Anfahrtstrecken den regulären Zugbetrieb nicht nennenswert behindern würden. Das Fahrzeug würde dabei jedoch nicht die noch in Auslieferung befindlichen Klv 53 ersetzen, sondern lediglich auf den zusätzlichen Strecken zum Einsatz kommen.
Im Jahr 1970 wurde ein Lastenheft für einen solchen Rottenkraftwagen aufgestellt. Das BZA München und die Firma Waggon Union entwickelten das Fahrzeug gemeinsam. Im August 1975 konnte ein Prototyp vorgestellt werden, der sich optisch wie technisch von den bisherigen Rottenkraftwagen deutlich unterschied. Zwar waren wie beim Klv 53 keine Regel-Zug- und Stoßvorrichtungen, sondern wiederum Rockinger-Kupplungen und zum Schutz des Führerhauses eine Rammbohle vorgesehen, jedoch erhielt das Fahrzeug eine Sicherheitsfahrschaltung und Indusi, eine Druckluft-Bremsanlage der Regelbauart und für jede Fahrtrichtung ein eigenes Fahrpult. Im Gegensatz zur Fußbedienung von Gas, Bremse und (mechanischer) Kupplung bei früheren Bauarten erhielt der Klv 54 Gashebel, Führerbremsventil und einen dieselhydraulischen Antrieb mit elektrischer Fahrtrichtungs- und Gangvorwahl. Bei eingeschaltetem Getriebe erzeugt der Motor im Leerlauf ein geringes Schleppmoment, das eine Kriechfahrt innerhalb der Baustelle ermöglicht. Die Höchstgeschwindigkeit beträgt 80 km/h, angetrieben wird das Fahrzeug von einem 10-Zylinder-V-Dieselmotor von KHD mit einer Nennleistung von 177 kW (240 PS).
Das Führerhaus bietet neben dem Fahrer weiteren sechs Personen Platz und ist schallisoliert und beheizt. Der Einstieg erfolgt wie beim Klv 53 durch eine Tür, die über zwei Stufen zwischen Führerhaus und Ladefläche sowohl von der Seite als auch von der Ladefläche her erreichbar ist. Es ist deutlich größer als das der Vorgängerbauarten, wobei der Prototyp zunächst nur ein umlaufendes Fensterband erhielt. Später wurde für die bessere Beobachtung des Gleisbereichs direkt vor dem Fahrzeug ein drittes Fenster unterhalb der beiden vorhandenen in der Fahrzeugfront eingebaut. Zur Kommunikation wurde das Fahrzeug ebenfalls mit Zugbahnfunk ausgerüstet. Wie beim Klv 53 sind die Seitenwände des Führerhauses am Fahrzeugboden eingezogen, um den Transport langer Gegenstände zu ermöglichen.
Hinter dem Führerhaus befindet sich eine Ladefläche, am Heck ist ein Atlas-Kran mit einem Lademoment von 100 kNm installiert. Das Fahrzeug wiegt 15 t, eine Zuladung von 12 t ist möglich.

## Serienfertigung
Nachdem der Prototyp mehrere Jahre erprobt wurde, gab die Deutsche Bundesbahn bei Schöma eine Serie von 20 Fahrzeugen in Auftrag, die im Jahr 1979 ausgeliefert wurden. Technisch entsprachen diese größtenteils dem Prototyp, zur besseren Sicht erhielt die Fahrzeugfront jedoch ein viertes Fenster, was zur charakteristischen Erscheinung dieses Fahrzeugtyps führt.

## Anhänger
Wie auch zu den vorherigen Bauarten von Rottenkraftwagen wurden auch zum Klv 54 passende Anhänger entworfen und gebaut. Hierbei wurde besonderer Wert darauf gelegt, dass auch mit geschobenen Anhängern noch eine ausreichende Geschwindigkeit erreicht werden konnte. Es entstanden zwei Bauarten: Der Kla 06 mit einfacher Ladefläche und 20,4 t Zuladung und der Kla 07 als Zweiseitenkipper mit 16,5 t Ladegewicht. Während von letzterem lediglich der Prototyp Kla 07-0001 entstand (der zusammen mit dem Klv 54-0001 1998 an die Karsdorfer Eisenbahngesellschaft verkauft wurde), wurde vom Kla 06 wie vom Klv 54 weitere 20 Stück gefertigt. Bis zur Ausmusterung der ersten Fahrzeuge kamen oft Paare aus gleich nummerierten Klv 54 und Kla 06 zum Einsatz.

## Einsatz

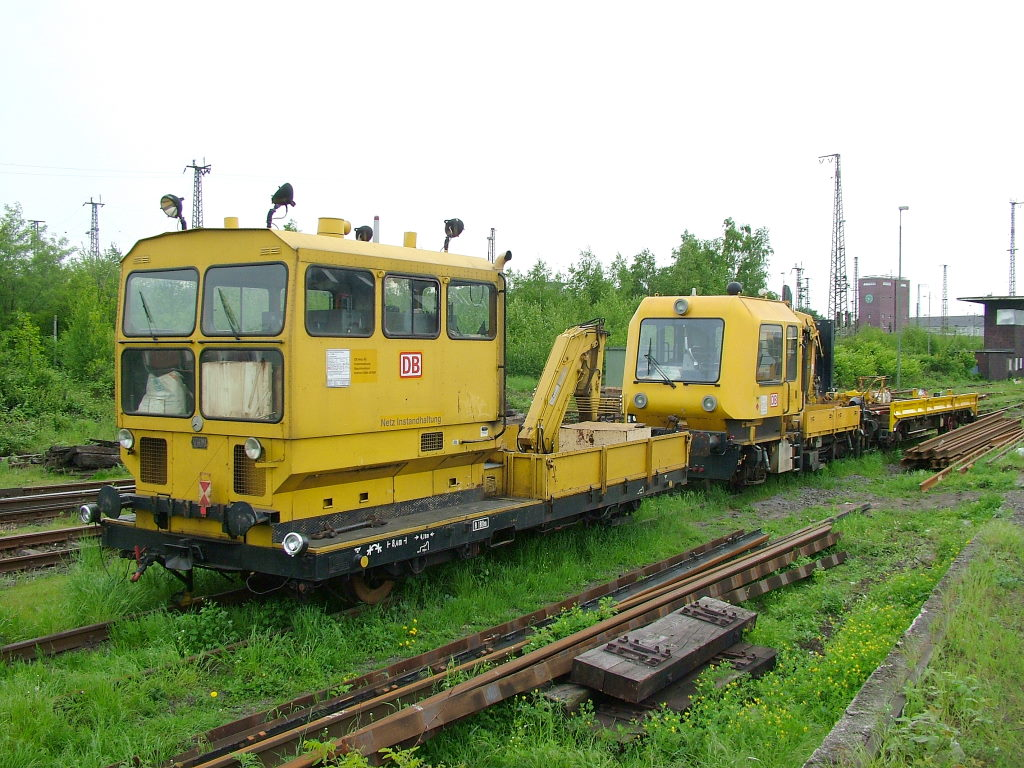
Die Bauart 541 ist vor allem an den zusätzlichen Scheinwerfern erkennbar; dahinter ein GAF100

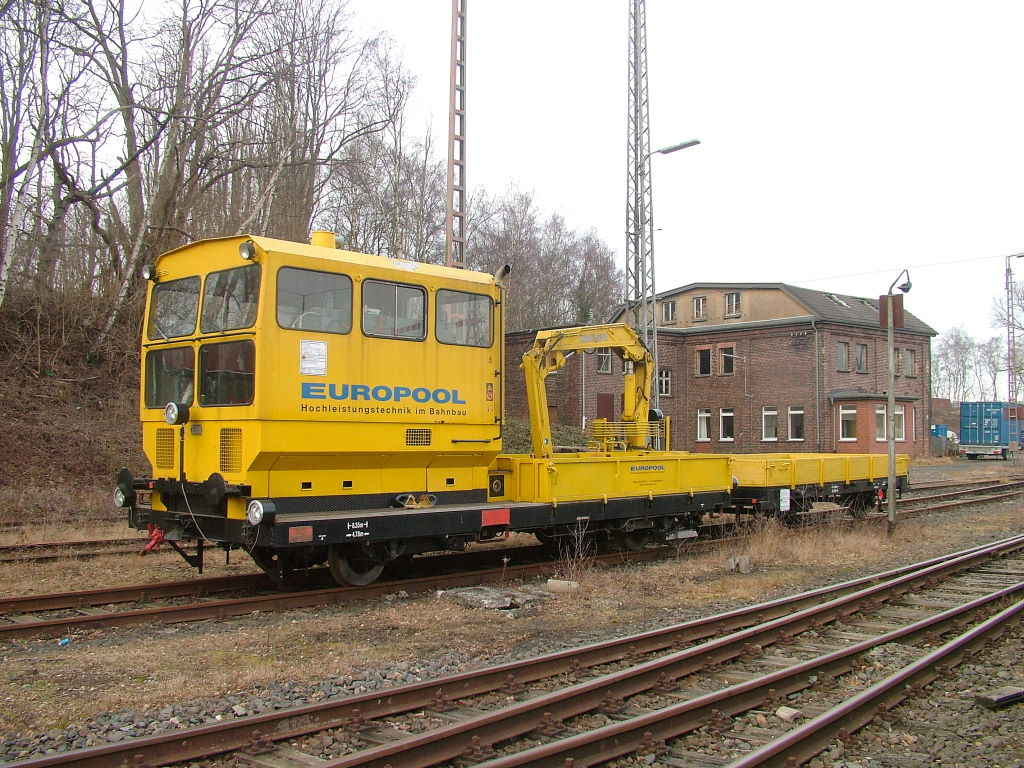
Einige Klv 54 finden sich heute im Einsatz bei privaten Gleisbaufirmen

Zunächst wurden die Fahrzeuge ausschließlich für Wartungs- und kleinere Umbauarbeiten auf Neu- und Ausbaustrecken eingesetzt. Da insbesondere erstere einen großen Anteil von Tunneln aufweisen, erhielten einige Klv 54 eine Zusatzausrüstung, u. a. mehrere Arbeitsscheinwerfer, einen Generator und eine mobile Videoüberwachung. Diese Fahrzeuge wurden nun als Bauart 541 geführt, die nicht umgebauten bilden die Bauart 540.
Mit der Zusammenlegung und Schließung vieler Bahnmeistereien seit den 1990er Jahren sowie der Auslieferung neuer, schnellerer Fahrzeuge wie der GAF100 und Robel Bamowag verloren die Klv 54 ihr angestammtes Einsatzgebiet. Einige Fahrzeuge, darunter der Prototyp, wurden an private Eisenbahngesellschaften verkauft, andere werden bei Tochtergesellschaften der DB, wie der Bahnbau Gruppe, weiterhin bei kleineren Gleisbaustellen eingesetzt.